# Smeringopus roeweri
Smeringopus roeweri là một loài nhện trong họ Pholcidae. Loài này được phát hiện ở Rwanda.